# Jeff Ware
Jeffrey „Jeff“ Ware (* 19. Mai 1977 in Toronto, Ontario) ist ein ehemaliger kanadischer Eishockeyspieler, der im Verlauf seiner aktiven Karriere zwischen 1994 und 2002 unter anderem 308 Spiele in der American Hockey League (AHL) auf der Position des Verteidigers bestritten hat. Zudem absolvierte Ware, der bei der Junioren-Weltmeisterschaft 1997 mit der kanadischen U20-Nationalmannschaft die Goldmedaille gewann, weitere 21 Partien für die Toronto Maple Leafs und Florida Panthers in der National Hockey League (NHL).

## Karriere
Ware verbrachte den Beginn seiner Juniorenzeit in der Saison 1993/94 bei den Wexford Raiders in der unterklassigen Metro Junior A Hockey League (MetJHL). Von dort wechselte der Verteidiger im Sommer 1994 in die Ontario Hockey League, wo er in den folgenden beiden Spielzeiten für die Oshawa Generals auflief. Bereits in seinem ersten Jahr sicherte sich Ware mit seinen Leistungen einen Platz im First All-Rookie Team der Liga und wurde anschließend im NHL Entry Draft 1995 bereits in der ersten Runde an der 15. Gesamtposition von den Toronto Maple Leafs aus der National Hockey League (NHL) ausgewählt. Am Ende seiner zweiten OHL-Saison debütierte das Talent schließlich im Profibereich in der Organisation der Maple Leafs, allerdings beim Farmteam St. John’s Maple Leafs in der American Hockey League (AHL). Dort absolvierte er insgesamt acht Partien, davon vier in den Playoffs. Zum Beginn der Saison 1996/97 schaffte der 19-Jährige überraschend den Sprung in den NHL-Kader der Toronto Maple Leafs und bestritt dort bis Mitte Dezember 1996 insgesamt 13 Spiele, ehe ihn das Management zurück zu den Oshawa Generals in die OHL schickte. Mit den Generals gewann Ware am Saisonende die Meisterschaft der Liga in Form des J. Ross Robertson Cups und nahm in der Folge am prestigeträchtigen Memorial Cup teil.
Mit Beginn der Spielzeit 1997/98 wechselte der Kanadier vollends ins Franchise der Toronto Maple Leafs. Es gelang ihm jedoch nicht, sich erneut für den NHL-Kader zu empfehlen, wodurch er die Saison bei den St. John’s Maple Leafs in der AHL verbrachte. Für Toronto kam Ware lediglich zu zwei weiteren Einsätzen. Nachdem er im folgenden Spieljahr ausschließlich für St. John’s auf dem Eis gestanden hatte, wurde die einstige Erstrundenwahl im Tausch für David Nemirovsky an die Florida Panthers abgegeben. Im restlichen Verlauf der Saison 1998/99 setzten ihn die Panthers sechsmal in der NHL ein, ließen ihn allerdings auch in 20 Partien bei ihrem AHL-Kooperationspartner Beast of New Haven auflaufen. Die Millenniumsspielzeit 1999/2000 bestritt der Defensivakteur wieder komplett in der AHL, wo Floridas neuer Kooperationspartner Louisville Panthers seine Dienste in Anspruch nahm. Nach der Saison erhielt Ware keinen neuen Vertrag von den Florida Panthers und absolvierte im Spätsommer 2000 ein Probetraining bei den Columbus Blue Jackets, das allerdings nicht erfolgreich war. Stattdessen erhielt er einen Vertrag bei deren AHL-Farmteam Syracuse Crunch und nach einer überzeugenden Saison im Mai 2001 schließlich einen Vertrag bei den Blue Jackets für die Spielzeit 2001/02. Ware spielte bis Ende Januar 2002 aber weiterhin für die Crunch, ehe er nach zahlreichen Knieoperationen sein sofortiges Karriereende im Alter von 24 Jahren bekannt gab.

### International
Für sein Heimatland nahm Ware im Juniorenbereich an der La Copa Mexico 1994, einem Vorläufer des Hlinka Gretzky Cups für U18-Nationalmannschaften, und der Junioren-Weltmeisterschaft 1997 in der Schweiz teil. Bei beiden Wettbewerben konnte der Verteidiger mit der Mannschaft die Goldmedaille gewinnen, blieb dabei aber in insgesamt zwölf Einsätzen punktlos.

## Erfolge und Auszeichnungen
- 1995 OHL First All-Rookie Team
- 1997 J.-Ross-Robertson-Cup-Gewinn mit den Oshawa Generals

### International
- 1994 Goldmedaille bei der La Copa Mexico
- 1997 Goldmedaille bei der Junioren-Weltmeisterschaft

## Karrierestatistik

### International
Vertrat Kanada bei:
- La Copa Mexico 1994
- Junioren-Weltmeisterschaft 1997

(Legende zur Spielerstatistik: Sp oder GP = absolvierte Spiele; T oder G = erzielte Tore; V oder A = erzielte Assists; Pkt oder Pts = erzielte Scorerpunkte; SM oder PIM = erhaltene Strafminuten; +/− = Plus/Minus-Bilanz; PP = erzielte Überzahltore; SH = erzielte Unterzahltore; GW = erzielte Siegtore; 1 Play-downs/Relegation; Kursiv: Statistik nicht vollständig)